# Campeonato Chinês de Voleibol Feminino de 2017-18 - Série A
A Superliga Chinesa de Voleibol Feminino de 2017-18 - Série A foi a 22ª temporada da Superliga Chinesa de Voleibol Feminino, a principal liga profissional de voleibol da China. A temporada começou em 28 de outubro de 2017 e terminou com a final em 4 de abril de 2018. O Jiangsu Zenith Steel era o atual campeão.
Em 4 de abril de 2018, o Tianjin Bohai Bank conquistou seu décimo título da Superliga Chinesa de Voleibol Feminino, após derrotar o Shangai Guangming Youbei na final.

## Equipes Participantes
| Equipe                                 | Cidade    | Ginásio                               | Capacidade | Beijing Shandong Shanghai Liaoning Tianjin&lt Jiangsu Henan Bayi Zhejiang Fujian Sichuan Yunnan Hebei GuangdongMapa dos times participantes da Superliga Chinesa 2017-18. |
| -------------------------------------- | --------- | ------------------------------------- | ---------- | --- |
| Bayi Shenzhen                          | Shenzhen  | -                                     | -          | Beijing Shandong Shanghai Liaoning Tianjin&lt Jiangsu Henan Bayi Zhejiang Fujian Sichuan Yunnan Hebei GuangdongMapa dos times participantes da Superliga Chinesa 2017-18. |
| Beijing Automotive                     | Pequim    | Beijing Guangcai Stadium              | 2 800      | Beijing Shandong Shanghai Liaoning Tianjin&lt Jiangsu Henan Bayi Zhejiang Fujian Sichuan Yunnan Hebei GuangdongMapa dos times participantes da Superliga Chinesa 2017-18. |
| Fujian Anxi Tiekuanyin                 | Fujian    | Fuqing City Stadium                   | 4 500      | Beijing Shandong Shanghai Liaoning Tianjin&lt Jiangsu Henan Bayi Zhejiang Fujian Sichuan Yunnan Hebei GuangdongMapa dos times participantes da Superliga Chinesa 2017-18. |
| Guangdong Evergrande                   | Shenzhen  | Shenzhen Sports Center                | 5 000      | Beijing Shandong Shanghai Liaoning Tianjin&lt Jiangsu Henan Bayi Zhejiang Fujian Sichuan Yunnan Hebei GuangdongMapa dos times participantes da Superliga Chinesa 2017-18. |
| Hebei                                  | Xingtai   | Xingtai City Stadium                  | 4 500      | Beijing Shandong Shanghai Liaoning Tianjin&lt Jiangsu Henan Bayi Zhejiang Fujian Sichuan Yunnan Hebei GuangdongMapa dos times participantes da Superliga Chinesa 2017-18. |
| Henan Yinge Investment                 | Luohe     | Luohe Gymnasium                       | 3 500      | Beijing Shandong Shanghai Liaoning Tianjin&lt Jiangsu Henan Bayi Zhejiang Fujian Sichuan Yunnan Hebei GuangdongMapa dos times participantes da Superliga Chinesa 2017-18. |
| Jiangsu Zhongtian Steel                | Changzhou | Changzhou University Gymnasium        | 5 000      | Beijing Shandong Shanghai Liaoning Tianjin&lt Jiangsu Henan Bayi Zhejiang Fujian Sichuan Yunnan Hebei GuangdongMapa dos times participantes da Superliga Chinesa 2017-18. |
| Liaoning Sansheng Pharmaceutical Shaou | Shenyang  | Weinan Sports Training Base           | 4 000      | Beijing Shandong Shanghai Liaoning Tianjin&lt Jiangsu Henan Bayi Zhejiang Fujian Sichuan Yunnan Hebei GuangdongMapa dos times participantes da Superliga Chinesa 2017-18. |
| Shandong Sports Lottery                | Zibo      | Zibo Sports Center Complex            | 6 000      | Beijing Shandong Shanghai Liaoning Tianjin&lt Jiangsu Henan Bayi Zhejiang Fujian Sichuan Yunnan Hebei GuangdongMapa dos times participantes da Superliga Chinesa 2017-18. |
| Shanghai Guangming Youbei              | Shangai   | Luwan Sports Centre                   | 3 500      | Beijing Shandong Shanghai Liaoning Tianjin&lt Jiangsu Henan Bayi Zhejiang Fujian Sichuan Yunnan Hebei GuangdongMapa dos times participantes da Superliga Chinesa 2017-18. |
| Sichuan                                | Chengdu   | Shuangliu Sports Center               | 3 400      | Beijing Shandong Shanghai Liaoning Tianjin&lt Jiangsu Henan Bayi Zhejiang Fujian Sichuan Yunnan Hebei GuangdongMapa dos times participantes da Superliga Chinesa 2017-18. |
| Tianjin Bohai Bank                     | Tianjin   | Tianjin People's Stadium              | 3 400      | Beijing Shandong Shanghai Liaoning Tianjin&lt Jiangsu Henan Bayi Zhejiang Fujian Sichuan Yunnan Hebei GuangdongMapa dos times participantes da Superliga Chinesa 2017-18. |
| Yunnan University Dianchi College      | Qujing    | Qujing Cultural Sports Park Gymnasium | 5 000      | Beijing Shandong Shanghai Liaoning Tianjin&lt Jiangsu Henan Bayi Zhejiang Fujian Sichuan Yunnan Hebei GuangdongMapa dos times participantes da Superliga Chinesa 2017-18. |
| Zhejiang Jiashan Xitang                | Jiashan   | Jiashan County Stadium                | 3 100      | Beijing Shandong Shanghai Liaoning Tianjin&lt Jiangsu Henan Bayi Zhejiang Fujian Sichuan Yunnan Hebei GuangdongMapa dos times participantes da Superliga Chinesa 2017-18. |

## Primeira Fase (Fase de Grupos)
- Vitória por 3 sets a 0 ou 3 a 1: 3 pontos para o vencedor;
- Vitória por 3 sets a 2: 2 pontos para o vencedor e 1 ponto para o perdedor.
- Não comparecimento, a equipe perde 2 pontos.

### Grupo A
|     |           |     | Jogos | Jogos | Jogos | Resultados | Resultados | Resultados | Resultados | Resultados | Resultados | Sets | Sets | Sets  | Pontos | Pontos | Pontos |
| Pos | Equipe    | Pts | T     | V     | D     | 3–0        | 3–1        | 3–2        | 2–3        | 1–3        | 0–3        | V    | P    | R     | V      | P      | R      |
| --- | --------- | --- | ----- | ----- | ----- | ---------- | ---------- | ---------- | ---------- | ---------- | ---------- | ---- | ---- | ----- | ------ | ------ | ------ |
| 1   | Jiangsu   | 32  | 12    | 11    | 1     | 9          | 1          | 1          | 0          | 1          | 0          | 34   | 6    | 5.667 | 973    | 749    | 1.299  |
| 2   | Liaoning  | 29  | 12    | 10    | 2     | 7          | 1          | 2          | 1          | 0          | 1          | 32   | 11   | 2.909 | 1020   | 813    | 1.255  |
| 3   | Bayi      | 27  | 12    | 9     | 3     | 5          | 3          | 1          | 1          | 0          | 2          | 29   | 14   | 2.071 | 1007   | 880    | 1.144  |
| 4   | Guangdong | 19  | 12    | 6     | 6     | 3          | 3          | 0          | 1          | 2          | 3          | 22   | 21   | 1.048 | 958    | 922    | 1.039  |
| 5   | Fujian    | 13  | 12    | 4     | 8     | 3          | 1          | 0          | 1          | 3          | 4          | 17   | 25   | 0.680 | 884    | 948    | 0.932  |
| 6   | Sichuan   | 3   | 12    | 1     | 11    | 1          | 0          | 0          | 0          | 3          | 8          | 6    | 33   | 0.182 | 691    | 951    | 0.727  |
| 7   | Henan     | 3   | 12    | 1     | 11    | 0          | 1          | 0          | 0          | 1          | 10         | 4    | 34   | 0.118 | 659    | 929    | 0.709  |

#### 1ª Rodada
| Data       | Hora  |          | Placar |           | Set 1 | Set 2 | Set 3 | Set 4 | Set 5 | Total | Relatório |
| ---------- | ----- | -------- | ------ | --------- | ----- | ----- | ----- | ----- | ----- | ----- | --------- |
| 28/10/2017 | 15:30 | Jiangsu  | 3–0    | Bayi      | 25–23 | 26–24 | 25–21 |       |       | 76–68 | Relatório |
| 28/10/2017 | 19:30 | Liaoning | 3–0    | Sichuan   | 25–16 | 25–14 | 25–7  |       |       | 75–37 | Relatório |
| 28/10/2017 | 15:30 | Fujian   | 0–3    | Guangdong | 13–25 | 15–25 | 17–25 |       |       | 45–75 | Relatório |

#### 2ª Rodada
| Data       | Hora  |          | Placar |           | Set 1 | Set 2 | Set 3 | Set 4 | Set 5 | Total | Relatório |
| ---------- | ----- | -------- | ------ | --------- | ----- | ----- | ----- | ----- | ----- | ----- | --------- |
| 31/10/2017 | 19:30 | Jiangsu  | 3–0    | Sichuan   | 25–22 | 25–8  | 25–14 |       |       | 75–44 | Relatório |
| 31/10/2017 | 19:30 | Liaoning | 3–0    | Guangdong | 25–18 | 26–24 | 25–20 |       |       | 76–62 | Relatório |
| 31/10/2017 | 15:30 | Bayi     | 3–0    | Henan     | 25–17 | 25–10 | 25–15 |       |       | 75–42 | Relatório |

#### 3ª Rodada
| Data       | Hora  |           | Placar |          | Set 1 | Set 2 | Set 3 | Set 4 | Set 5 | Total | Relatório |
| ---------- | ----- | --------- | ------ | -------- | ----- | ----- | ----- | ----- | ----- | ----- | --------- |
| 04/11/2017 | 15:30 | Fujian    | 1–3    | Bayi     | 20–25 | 23–25 | 25–20 | 24–26 |       | 92–96 | Relatório |
| 04/11/2017 | 15:30 | Henan     | 0–3    | Liaoning | 18–25 | 13–25 | 8–25  |       |       | 39–75 | Relatório |
| 04/11/2017 | 15:30 | Guangdong | 3–0    | Sichuan  | 25–19 | 25–11 | 25–21 |       |       | 75–51 | Relatório |

#### 4ª Rodada
| Data       | Hora  |           | Placar |          | Set 1 | Set 2 | Set 3 | Set 4 | Set 5 | Total | Relatório |
| ---------- | ----- | --------- | ------ | -------- | ----- | ----- | ----- | ----- | ----- | ----- | --------- |
| 11/11/2017 | 14:00 | Sichuan   | 0–3    | Jiangsu  | 17–25 | 14–25 | 11–25 |       |       | 42–75 | Relatório |
| 11/11/2017 | 15:30 | Henan     | 0–3    | Bayi     | 12–25 | 21–25 | 13–25 |       |       | 46–75 | Relatório |
| 11/11/2017 | 15:30 | Guangdong | 0–3    | Liaoning | 15–25 | 19–25 | 23–25 |       |       | 57–75 | Relatório |

#### 5ª Rodada
| Data       | Hora  |          | Placar |           | Set 1 | Set 2 | Set 3 | Set 4 | Set 5 | Total   | Relatório |
| ---------- | ----- | -------- | ------ | --------- | ----- | ----- | ----- | ----- | ----- | ------- | --------- |
| 14/11/2017 | 14:00 | Liaoning | 3–1    | Jiangsu   | 26–24 | 25–23 | 23–25 | 26–24 |       | 100–96  | Relatório |
| 14/11/2017 | 19:30 | Bayi     | 3–2    | Guangdong | 21–25 | 22–25 | 25–14 | 25–23 | 15–13 | 108–100 | Relatório |
| 14/11/2017 | 19:30 | Fujian   | 3–0    | Henan     | 25–19 | 25–17 | 25–23 |       |       | 75–59   | Relatório |

#### 6ª Rodada
| Data       | Hora  |          | Placar |           | Set 1 | Set 2 | Set 3 | Set 4 | Set 5 | Total  | Relatório |
| ---------- | ----- | -------- | ------ | --------- | ----- | ----- | ----- | ----- | ----- | ------ | --------- |
| 18/11/2017 | 15:30 | Sichuan  | 1–3    | Guangdong | 25–22 | 14–25 | 13–25 | 21–25 |       | 73–97  | Relatório |
| 18/11/2017 | 19:30 | Liaoning | 3–0    | Henan     | 25–15 | 25–19 | 25–13 |       |       | 75–47  | Relatório |
| 18/11/2017 | 15:30 | Bayi     | 3–1    | Fujian    | 24–26 | 25–14 | 28–26 | 25–17 |       | 102–83 | Relatório |

#### 7ª Rodada
| Data       | Hora  |           | Placar |          | Set 1 | Set 2 | Set 3 | Set 4 | Set 5 | Total  | Relatório |
| ---------- | ----- | --------- | ------ | -------- | ----- | ----- | ----- | ----- | ----- | ------ | --------- |
| 25/11/2017 | 15:30 | Jiangsu   | 3–2    | Liaoning | 18–25 | 21–25 | 25–22 | 25–14 | 15–11 | 104–97 | Relatório |
| 25/11/2017 | 15:30 | Henan     | 0–3    | Fujian   | 14–25 | 17–25 | 9–25  |       |       | 40–75  | Relatório |
| 25/11/2017 | 15:30 | Guangdong | 1–3    | Bayi     | 25–27 | 25–20 | 15–25 | 16–25 |       | 81–97  | Relatório |

#### 8ª Rodada
| Data       | Hora  |          | Placar |        | Set 1 | Set 2 | Set 3 | Set 4 | Set 5 | Total | Relatório |
| ---------- | ----- | -------- | ------ | ------ | ----- | ----- | ----- | ----- | ----- | ----- | --------- |
| 25/11/2017 | 15:30 | Jiangsu  | 3–0    | Henan  | 25–13 | 25–11 | 25–14 |       |       | 75–38 | Relatório |
| 25/11/2017 | 15:30 | Sichuan  | 1–3    | Fujian | 18–25 | 26–24 | 11–25 | 16–25 |       | 71–99 | Relatório |
| 25/11/2017 | 15:30 | Liaoning | 0–3    | Bayi   | 24–26 | 23–25 | 18–25 |       |       | 65–76 | Relatório |

#### 9ª Rodada
| Data       | Hora  |        | Placar |           | Set 1 | Set 2 | Set 3 | Set 4 | Set 5 | Total | Relatório |
| ---------- | ----- | ------ | ------ | --------- | ----- | ----- | ----- | ----- | ----- | ----- | --------- |
| 02/12/2017 | 15:30 | Bayi   | 3–0    | Sichuan   | 25–20 | 25–12 | 25–18 |       |       | 75–50 | Relatório |
| 02/12/2017 | 19:30 | Fujian | 0–3    | Jiangsu   | 19–25 | 19–25 | 12–25 |       |       | 50–75 | Relatório |
| 02/12/2017 | 15:30 | Henan  | 1–3    | Guangdong | 19–25 | 25–18 | 21–25 | 15–25 |       | 80–93 | Relatório |

#### 10ª Rodada
| Data       | Hora  |           | Placar |          | Set 1 | Set 2 | Set 3 | Set 4 | Set 5 | Total  | Relatório |
| ---------- | ----- | --------- | ------ | -------- | ----- | ----- | ----- | ----- | ----- | ------ | --------- |
| 09/12/2017 | 15:30 | Sichuan   | 0–3    | Liaoning | 15–25 | 19–25 | 13–25 |       |       | 47–75  | Relatório |
| 09/12/2017 | 15:30 | Bayi      | 0–3    | Jiangsu  | 23–25 | 15–25 | 15–25 |       |       | 53–75  | Relatório |
| 09/12/2017 | 15:30 | Guangdong | 3–1    | Fujian   | 25–11 | 25–23 | 27–29 | 26–24 |       | 103–87 | Relatório |

#### 11ª Rodada
| Data       | Hora  |           | Placar |        | Set 1 | Set 2 | Set 3 | Set 4 | Set 5 | Total | Relatório |
| ---------- | ----- | --------- | ------ | ------ | ----- | ----- | ----- | ----- | ----- | ----- | --------- |
| 12/12/2017 | 19:30 | Jiangsu   | 3–0    | Fujian | 25–22 | 25–18 | 25–21 |       |       | 75–61 | Relatório |
| 12/12/2017 | 19:30 | Sichuan   | 0–3    | Bayi   | 17–25 | 12–25 | 21–25 |       |       | 50–75 | Relatório |
| 12/12/2017 | 19:30 | Guangdong | 3–0    | Henan  | 25–17 | 25–20 | 25–21 |       |       | 75–58 | Relatório |

#### 12ª Rodada
| Data       | Hora  |        | Placar |          | Set 1 | Set 2 | Set 3 | Set 4 | Set 5 | Total   | Relatório |
| ---------- | ----- | ------ | ------ | -------- | ----- | ----- | ----- | ----- | ----- | ------- | --------- |
| 16/12/2017 | 15:30 | Bayi   | 2–3    | Liaoning | 25–21 | 30–28 | 28–30 | 10–25 | 14–16 | 107–120 | Relatório |
| 16/12/2017 | 19:30 | Fujian | 3–0    | Sichuan  | 25–19 | 25–22 | 26–24 |       |       | 76–65   | Relatório |
| 16/12/2017 | 15:30 | Henan  | 0–3    | Jiangsu  | 18–25 | 22–25 | 16–25 |       |       | 56–75   | Relatório |

#### 13ª Rodada
| Data       | Hora  |           | Placar |          | Set 1 | Set 2 | Set 3 | Set 4 | Set 5 | Total | Relatório |
| ---------- | ----- | --------- | ------ | -------- | ----- | ----- | ----- | ----- | ----- | ----- | --------- |
| 23/12/2017 | 19:30 | Fujian    | 0–3    | Liaoning | 17–25 | 15–25 | 19–25 |       |       | 51–75 | Relatório |
| 23/12/2017 | 15:30 | Henan     | 3–1    | Sichuan  | 25–17 | 25–21 | 17–25 | 25–22 |       | 92–85 | Relatório |
| 23/12/2017 | 15:30 | Guangdong | 0–3    | Jiangsu  | 19–25 | 23–25 | 19–25 |       |       | 61–75 | Relatório |

#### 14ª Rodada
| Data       | Hora  |          | Placar |           | Set 1 | Set 2 | Set 3 | Set 4 | Set 5 | Total  | Relatório |
| ---------- | ----- | -------- | ------ | --------- | ----- | ----- | ----- | ----- | ----- | ------ | --------- |
| 26/12/2017 | 19:30 | Jiangsu  | 3–1    | Guangdong | 25–16 | 25–19 | 22–25 | 25–19 |       | 97–79  | Relatório |
| 26/12/2017 | 19:30 | Sichuan  | 3–0    | Henan     | 26–24 | 25–22 | 25–16 |       |       | 76–62  | Relatório |
| 26/12/2017 | 19:30 | Liaoning | 3–2    | Fujian    | 25–13 | 24–26 | 23–25 | 25–18 | 15–8  | 112–90 | Relatório |

### Grupo B
|     |          |     | Jogos | Jogos | Jogos | Resultados | Resultados | Resultados | Resultados | Resultados | Resultados | Sets | Sets | Sets  | Pontos | Pontos | Pontos |
| Pos | Equipe   | Pts | T     | V     | D     | 3–0        | 3–1        | 3–2        | 2–3        | 1–3        | 0–3        | V    | P    | R     | V      | P      | R      |
| --- | -------- | --- | ----- | ----- | ----- | ---------- | ---------- | ---------- | ---------- | ---------- | ---------- | ---- | ---- | ----- | ------ | ------ | ------ |
| 1   | Shangai  | 32  | 12    | 11    | 1     | 7          | 2          | 2          | 1          | 0          | 0          | 35   | 9    | 3.889 | 1049   | 862    | 1.217  |
| 2   | Tianjin  | 27  | 12    | 10    | 2     | 6          | 1          | 3          | 0          | 0          | 2          | 30   | 13   | 2.308 | 999    | 843    | 1.185  |
| 3   | Zhejiang | 24  | 12    | 8     | 4     | 6          | 1          | 1          | 1          | 1          | 2          | 27   | 15   | 1.800 | 979    | 872    | 1.123  |
| 4   | Beijing  | 20  | 12    | 6     | 6     | 5          | 1          | 0          | 2          | 2          | 2          | 24   | 19   | 1.263 | 956    | 919    | 1.040  |
| 5   | Shandong | 16  | 12    | 5     | 7     | 4          | 1          | 0          | 1          | 2          | 4          | 19   | 22   | 0.864 | 875    | 864    | 1.013  |
| 6   | Yunnan   | 6   | 12    | 2     | 10    | 1          | 0          | 1          | 1          | 0          | 9          | 8    | 32   | 0.250 | 772    | 933    | 0.827  |
| 7   | Hebei    | 1   | 12    | 0     | 12    | 0          | 0          | 0          | 1          | 1          | 10         | 3    | 36   | 0.083 | 620    | 957    | 0.648  |

#### 1ª Rodada
| Data       | Hora  |          | Placar |          | Set 1 | Set 2 | Set 3 | Set 4 | Set 5 | Total | Relatório |
| ---------- | ----- | -------- | ------ | -------- | ----- | ----- | ----- | ----- | ----- | ----- | --------- |
| 27/10/2017 | 19:30 | Shanghai | 3–1    | Beijing  | 25–18 | 22–25 | 25–22 | 25–17 |       | 97–82 | Relatório |
| 28/10/2017 | 19:30 | Zhejiang | 3–0    | Yunnan   | 25–19 | 25–12 | 25–18 |       |       | 75–49 | Relatório |
| 28/10/2017 | 15:30 | Tianjin  | 3–0    | Shandong | 25–21 | 26–24 | 25–13 |       |       | 76–58 | Relatório |

#### 2ª Rodada
| Data       | Hora  |          | Placar |          | Set 1 | Set 2 | Set 3 | Set 4 | Set 5 | Total | Relatório |
| ---------- | ----- | -------- | ------ | -------- | ----- | ----- | ----- | ----- | ----- | ----- | --------- |
| 31/10/2017 | 19:30 | Zhejiang | 3–0    | Hebei    | 25–12 | 25–15 | 25–18 |       |       | 75–45 | Relatório |
| 31/10/2017 | 19:30 | Tianjin  | 3–0    | Yunnan   | 25–21 | 25–14 | 25–18 |       |       | 75–53 | Relatório |
| 31/10/2017 | 19:30 | Shanghai | 3–1    | Shandong | 25–19 | 25–21 | 23–25 | 25–14 |       | 98–79 | Relatório |

#### 3ª Rodada
| Data       | Hora  |          | Placar |          | Set 1 | Set 2 | Set 3 | Set 4 | Set 5 | Total   | Relatório |
| ---------- | ----- | -------- | ------ | -------- | ----- | ----- | ----- | ----- | ----- | ------- | --------- |
| 04/11/2017 | 19:30 | Zhejiang | 2–3    | Shanghai | 25–17 | 22–25 | 25–17 | 27–29 | 11–15 | 110–103 | Relatório |
| 04/11/2017 | 15:30 | Yunnan   | 0–3    | Shandong | 21–25 | 20–25 | 17–25 |       |       | 58–75   | Relatório |
| 04/11/2017 | 15:30 | Hebei    | 0–3    | Beijing  | 19–25 | 23–25 | 13–25 |       |       | 55–75   | Relatório |

#### 4ª Rodada
| Data       | Hora  |          | Placar |          | Set 1 | Set 2 | Set 3 | Set 4 | Set 5 | Total | Relatório |
| ---------- | ----- | -------- | ------ | -------- | ----- | ----- | ----- | ----- | ----- | ----- | --------- |
| 11/11/2017 | 15:30 | Tianjin  | 3–1    | Zhejiang | 25–19 | 25–23 | 22–25 | 27–25 |       | 99–92 | Relatório |
| 11/11/2017 | 15:30 | Shanghai | 3–0    | Hebei    | 25–11 | 25–16 | 25–11 |       |       | 75–38 | Relatório |
| 11/11/2017 | 15:30 | Beijing  | 3–0    | Yunnan   | 25–21 | 25–18 | 25–21 |       |       | 75–60 | Relatório |

#### 5ª Rodada
| Data       | Hora  |         | Placar |          | Set 1 | Set 2 | Set 3 | Set 4 | Set 5 | Total | Relatório |
| ---------- | ----- | ------- | ------ | -------- | ----- | ----- | ----- | ----- | ----- | ----- | --------- |
| 14/11/2017 | 19:30 | Beijing | 3–0    | Shandong | 25–15 | 25–23 | 25–21 |       |       | 75–59 | Relatório |
| 14/11/2017 | 19:30 | Yunnan  | 0–3    | Shanghai | 14–25 | 18–25 | 14–25 |       |       | 46–75 | Relatório |
| 14/11/2017 | 19:30 | Hebei   | 0–3    | Tianjin  | 19–25 | 17–25 | 14–25 |       |       | 50–75 | Relatório |

#### 6ª Rodada
| Data       | Hora  |          | Placar |          | Set 1 | Set 2 | Set 3 | Set 4 | Set 5 | Total | Relatório |
| ---------- | ----- | -------- | ------ | -------- | ----- | ----- | ----- | ----- | ----- | ----- | --------- |
| 18/11/2017 | 19:30 | Zhejiang | 3–1    | Beijing  | 18–25 | 25–19 | 25–19 | 25–20 |       | 93–83 | Relatório |
| 18/11/2017 | 15:30 | Shanghai | 3–0    | Tianjin  | 30–28 | 25–16 | 25–22 |       |       | 80–66 | Relatório |
| 18/11/2017 | 15:30 | Hebei    | 1–3    | Shandong | 15–25 | 25–20 | 10–25 | 10–25 |       | 60–95 | Relatório |

#### 7ª Rodada
| Data       | Hora  |          | Placar |          | Set 1 | Set 2 | Set 3 | Set 4 | Set 5 | Total | Relatório |
| ---------- | ----- | -------- | ------ | -------- | ----- | ----- | ----- | ----- | ----- | ----- | --------- |
| 25/11/2017 | 15:30 | Shanghai | 3–0    | Zhejiang | 25–22 | 25–20 | 31–29 |       |       | 81–71 | Relatório |
| 25/11/2017 | 15:30 | Beijing  | 3–0    | Hebei    | 25–11 | 25–12 | 25–11 |       |       | 75–34 | Relatório |
| 25/11/2017 | 15:30 | Shandong | 3–0    | Yunnan   | 25–21 | 25–12 | 25–23 |       |       | 75–56 | Relatório |

#### 8ª Rodada
| Data       | Hora  |          | Placar |         | Set 1 | Set 2 | Set 3 | Set 4 | Set 5 | Total  | Relatório |
| ---------- | ----- | -------- | ------ | ------- | ----- | ----- | ----- | ----- | ----- | ------ | --------- |
| 25/11/2017 | 19:30 | Tianjin  | 3–0    | Hebei   | 25–14 | 25–15 | 25–12 |       |       | 75–41  | Relatório |
| 25/11/2017 | 19:30 | Shanghai | 3–2    | Yunnan  | 25–14 | 20–25 | 25–22 | 22–25 | 15–11 | 107–97 | Relatório |
| 25/11/2017 | 19:30 | Shandong | 1–3    | Beijing | 23–25 | 25–22 | 24–26 | 19–25 |       | 91–98  | Relatório |

#### 9ª Rodada
| Data       | Hora  |          | Placar |          | Set 1 | Set 2 | Set 3 | Set 4 | Set 5 | Total  | Relatório |
| ---------- | ----- | -------- | ------ | -------- | ----- | ----- | ----- | ----- | ----- | ------ | --------- |
| 02/12/2017 | 16:00 | Beijing  | 2–3    | Tianjin  | 19–25 | 25–21 | 25–17 | 11–25 | 15–17 | 95–105 |           |
| 02/12/2017 | 15:30 | Shandong | 0–3    | Zhejiang | 14–25 | 19–25 | 25–27 |       |       | 58–77  | Relatório |
| 02/12/2017 | 15:30 | Yunnan   | 3–0    | Hebei    | 25–22 | 25–15 | 25–19 |       |       | 75–56  | Relatório |

#### 10ª Rodada
| Data       | Hora  |          | Placar |          | Set 1 | Set 2 | Set 3 | Set 4 | Set 5 | Total   | Relatório |
| ---------- | ----- | -------- | ------ | -------- | ----- | ----- | ----- | ----- | ----- | ------- | --------- |
| 09/12/2017 | 15:30 | Tianjin  | 3–2    | Shanghai | 25–23 | 21–25 | 25–16 | 28–30 | 16–14 | 115–108 | Relatório |
| 09/12/2017 | 15:30 | Beijing  | 2–3    | Zhejiang | 26–24 | 21–25 | 25–22 | 23–25 | 13–15 | 108–111 | Relatório |
| 09/12/2017 | 15:30 | Shandong | 3–0    | Hebei    | 25–12 | 25–14 | 25–10 | 26–2  |       | 101–38  | Relatório |

#### 11ª Rodada
| Data       | Hora  |          | Placar |          | Set 1 | Set 2 | Set 3 | Set 4 | Set 5 | Total  | Relatório |
| ---------- | ----- | -------- | ------ | -------- | ----- | ----- | ----- | ----- | ----- | ------ | --------- |
| 12/12/2017 | 19:30 | Zhejiang | 0–3    | Shandong | 11–25 | 20–25 | 19–25 |       |       | 50–75  | Relatório |
| 12/12/2017 | 19:30 | Tianjin  | 3–0    | Beijing  | 25–12 | 28–26 | 25–16 |       |       | 78–54  | Relatório |
| 12/12/2017 | 19:30 | Hebei    | 2–3    | Yunnan   | 26–24 | 25–23 | 19–25 | 15–25 | 10–15 | 95–112 | Relatório |

#### 12ª Rodada
| Data       | Hora  |          | Placar |          | Set 1 | Set 2 | Set 3 | Set 4 | Set 5 | Total  | Relatório |
| ---------- | ----- | -------- | ------ | -------- | ----- | ----- | ----- | ----- | ----- | ------ | --------- |
| 16/12/2017 | 15:30 | Beijing  | 0–3    | Shanghai | 19–25 | 20–25 | 22–25 |       |       | 61–75  | Relatório |
| 16/12/2017 | 15:30 | Shandong | 2–3    | Tianjin  | 25–18 | 18–25 | 25–22 | 9–25  | 10–15 | 87–105 | Relatório |
| 16/12/2017 | 15:30 | Yunnan   | 0–3    | Zhejiang | 19–25 | 18–25 | 17–25 |       |       | 54–75  | Relatório |

#### 13ª Rodada
| Data       | Hora  |          | Placar |          | Set 1 | Set 2 | Set 3 | Set 4 | Set 5 | Total | Relatório |
| ---------- | ----- | -------- | ------ | -------- | ----- | ----- | ----- | ----- | ----- | ----- | --------- |
| 23/12/2017 | 16:00 | Zhejiang | 3–0    | Tianjin  | 25–19 | 25–16 | 25–20 |       |       | 75–55 | Relatório |
| 23/12/2017 | 15:30 | Yunnan   | 0–3    | Beijing  | 20–25 | 22–25 | 20–25 |       |       | 62–75 | Relatório |
| 23/12/2017 | 15:30 | Hebei    | 0–3    | Shanghai | 15–25 | 13–25 | 21–25 |       |       | 49–75 | Relatório |

#### 14ª Rodada
| Data       | Hora  |          | Placar |          | Set 1 | Set 2 | Set 3 | Set 4 | Set 5 | Total | Relatório |
| ---------- | ----- | -------- | ------ | -------- | ----- | ----- | ----- | ----- | ----- | ----- | --------- |
| 26/12/2017 | 19:30 | Shandong | 0–3    | Shanghai | 12–25 | 16–25 | 20–25 |       |       | 48–75 | Relatório |
| 26/12/2017 | 19:30 | Yunnan   | 0–3    | Tianjin  | 16–25 | 18–25 | 16–25 |       |       | 50–75 | Relatório |
| 26/12/2017 | 19:30 | Hebei    | 0–3    | Zhejiang | 21–25 | 18–25 | 23–25 |       |       | 62–75 | Relatório |

## Segunda Fase (Qualificatória)
- Vitória por 3 sets a 0 ou 3 a 1: 3 pontos para o vencedor;
- Vitória por 3 sets a 2: 2 pontos para o vencedor e 1 ponto para o perdedor.
- Não comparecimento, a equipe perde 2 pontos.

### Grupo A (Winners)
|     |           |     | Jogos | Jogos | Jogos | Resultados | Resultados | Resultados | Resultados | Resultados | Resultados | Sets | Sets | Sets  | Pontos | Pontos | Pontos |
| Pos | Equipe    | Pts | T     | V     | D     | 3–0        | 3–1        | 3–2        | 2–3        | 1–3        | 0–3        | V    | P    | R     | V      | P      | R      |
| --- | --------- | --- | ----- | ----- | ----- | ---------- | ---------- | ---------- | ---------- | ---------- | ---------- | ---- | ---- | ----- | ------ | ------ | ------ |
| 1   | Shanghai  | 32  | 14    | 10    | 4     | 5          | 5          | 0          | 2          | 1          | 1          | 35   | 17   | 2.059 | 1216   | 1119   | 1.087  |
| 2   | Liaoning  | 31  | 14    | 10    | 4     | 4          | 5          | 1          | 2          | 0          | 2          | 34   | 19   | 1.789 | 1238   | 1139   | 1.087  |
| 3   | Tianjin   | 26  | 14    | 10    | 4     | 4          | 2          | 4          | 0          | 1          | 3          | 31   | 22   | 1.409 | 1198   | 1129   | 1.061  |
| 4   | Jiangsu   | 24  | 14    | 8     | 6     | 3          | 3          | 2          | 2          | 3          | 1          | 31   | 25   | 1.240 | 1251   | 1218   | 1.027  |
| 5   | Bayi      | 22  | 14    | 8     | 6     | 4          | 2          | 2          | 0          | 2          | 4          | 26   | 24   | 1.083 | 1220   | 1215   | 1.004  |
| 6   | Zhejiang  | 17  | 14    | 6     | 8     | 1          | 1          | 4          | 3          | 4          | 1          | 28   | 33   | 0.848 | 1271   | 1236   | 1.028  |
| 7   | Beijing   | 13  | 14    | 4     | 10    | 1          | 1          | 2          | 3          | 3          | 4          | 21   | 35   | 0.600 | 1202   | 1255   | 0.958  |
| 8   | Guangdong | 3   | 14    | 0     | 14    | 0          | 0          | 0          | 3          | 3          | 8          | 9    | 42   | 0.214 | 938    | 1223   | 0.767  |

#### 15ª Rodada
| Data       | Hora  |           | Placar |          | Set 1 | Set 2 | Set 3 | Set 4 | Set 5 | Total | Relatório |
| ---------- | ----- | --------- | ------ | -------- | ----- | ----- | ----- | ----- | ----- | ----- | --------- |
| 02/01/2018 | 19:30 | Jiangsu   | 1–3    | Beijing  | 22–25 | 23–25 | 26–24 | 21–25 |       | 92–99 | Relatório |
| 02/01/2018 | 19:30 | Liaoning  | 3–1    | Zhejiang | 25–19 | 16–25 | 25–18 | 25–23 |       | 91–85 | Relatório |
| 02/01/2018 | 19:30 | Tianjin   | 3–0    | Bayi     | 25–20 | 25–19 | 25–23 |       |       | 75–62 | Relatório |
| 02/01/2018 | 19:30 | Guangdong | 1–3    | Shanghai | 20–25 | 25–23 | 14–25 | 10–25 |       | 69–98 | Relatório |

#### 16ª Rodada
| Data       | Hora  |           | Placar |          | Set 1 | Set 2 | Set 3 | Set 4 | Set 5 | Total  | Relatório |
| ---------- | ----- | --------- | ------ | -------- | ----- | ----- | ----- | ----- | ----- | ------ | --------- |
| 06/01/2018 | 15:30 | Jiangsu   | 3–1    | Zhejiang | 17–25 | 25–18 | 25–15 | 25–16 |       | 92–74  | Relatório |
| 06/01/2018 | 19:30 | Liaoning  | 3–1    | Tianjin  | 23–25 | 25–20 | 25–14 | 25–21 |       | 98–80  | Relatório |
| 06/01/2018 | 15:30 | Bayi      | 3–2    | Shanghai | 25–22 | 18–25 | 23–25 | 25–16 | 15–11 | 106–99 | Relatório |
| 06/01/2018 | 15:30 | Guangdong | 2–3    | Beijing  | 29–27 | 15–25 | 25–20 | 12–25 | 12–15 | 93–112 | Relatório |

#### 17ª Rodada
| Data       | Hora  |          | Placar |           | Set 1 | Set 2 | Set 3 | Set 4 | Set 5 | Total   | Relatório |
| ---------- | ----- | -------- | ------ | --------- | ----- | ----- | ----- | ----- | ----- | ------- | --------- |
| 09/01/2018 | 19:30 | Shanghai | 3–0    | Guangdong | 25–23 | 25–16 | 25–12 |       |       | 75–51   | Relatório |
| 09/01/2018 | 19:30 | Bayi     | 3–0    | Tianjin   | 25–23 | 25–18 | 26–24 |       |       | 76–65   | Relatório |
| 09/01/2018 | 19:30 | Zhejiang | 1–3    | Liaoning  | 20–25 | 25–18 | 13–25 | 20–25 |       | 78–93   | Relatório |
| 09/01/2018 | 19:30 | Beijing  | 3–2    | Jiangsu   | 26–24 | 24–26 | 25–17 | 25–27 | 15–9  | 115–103 | Relatório |

#### 18ª Rodada
| Data       | Hora  |          | Placar |           | Set 1 | Set 2 | Set 3 | Set 4 | Set 5 | Total   | Relatório |
| ---------- | ----- | -------- | ------ | --------- | ----- | ----- | ----- | ----- | ----- | ------- | --------- |
| 13/01/2018 | 16:00 | Shanghai | 3–1    | Bayi      | 25–18 | 25–23 | 19–25 | 25–22 |       | 94–88   | Relatório |
| 13/01/2018 | 15:30 | Tianjin  | 3–2    | Liaoning  | 25–20 | 21–25 | 21–25 | 25–18 | 17–15 | 109–103 | Relatório |
| 13/01/2018 | 19:30 | Zhejiang | 1–3    | Jiangsu   | 21–25 | 23–25 | 25–17 | 22–25 |       | 91–92   | Relatório |
| 13/01/2018 | 19:30 | Beijing  | 3–0    | Guangdong | 25–16 | 25–14 | 25–17 |       |       | 75–47   | Relatório |

#### 19ª Rodada
| Data       | Hora  |          | Placar |           | Set 1 | Set 2 | Set 3 | Set 4 | Set 5 | Total  | Relatório |
| ---------- | ----- | -------- | ------ | --------- | ----- | ----- | ----- | ----- | ----- | ------ | --------- |
| 19/01/2018 | 19:30 | Jiangsu  | 2–3    | Tianjin   | 25–17 | 17–25 | 25–16 | 15–25 | 13–15 | 95–98  | Relatório |
| 19/01/2018 | 19:30 | Liaoning | 3–0    | Shanghai  | 25–13 | 25–20 | 25–18 |       |       | 75–51  | Relatório |
| 19/01/2018 | 19:30 | Bayi     | 3–2    | Beijing   | 25–20 | 25–16 | 22–25 | 19–25 | 15–13 | 106–99 | Relatório |
| 19/01/2018 | 19:30 | Zhejiang | 3–0    | Guangdong | 25–22 | 25–20 | 25–11 |       |       | 75–53  | Relatório |

#### 20ª Rodada
| Data       | Hora  |           | Placar |          | Set 1 | Set 2 | Set 3 | Set 4 | Set 5 | Total   | Relatório |
| ---------- | ----- | --------- | ------ | -------- | ----- | ----- | ----- | ----- | ----- | ------- | --------- |
| 23/01/2018 | 19:30 | Shanghai  | 3–0    | Jiangsu  | 25–23 | 25–13 | 25–18 |       |       | 75–54   | Relatório |
| 23/01/2018 | 19:30 | Liaoning  | 3–0    | Beijing  | 26–24 | 25–19 | 25–21 |       |       | 76–64   | Relatório |
| 23/01/2018 | 19:30 | Bayi      | 3–2    | Zhejiang | 25–20 | 23–25 | 12–25 | 25–18 | 15–12 | 100–100 | Relatório |
| 23/01/2018 | 19:30 | Guangdong | 0–3    | Tianjin  | 17–25 | 17–25 | 16–25 |       |       | 50–75   | Relatório |

#### 21ª Rodada
| Data       | Hora  |           | Placar |          | Set 1 | Set 2 | Set 3 | Set 4 | Set 5 | Total  | Relatório |
| ---------- | ----- | --------- | ------ | -------- | ----- | ----- | ----- | ----- | ----- | ------ | --------- |
| 27/01/2018 | 15:30 | Shanghai  | 3–0    | Liaoning | 25–23 | 25–20 | 25–22 |       |       | 75–65  | Relatório |
| 27/01/2018 | 15:30 | Tianjin   | 3–1    | Jiangsu  | 25–22 | 25–23 | 28–30 | 25–19 |       | 103–94 | Relatório |
| 27/01/2018 | 15:30 | Guangdong | 2–3    | Zhejiang | 25–21 | 14–25 | 14–25 | 26–24 | 9–15  | 88–110 | Relatório |
| 27/01/2018 | 15:30 | Beijing   | 0–3    | Bayi     | 18–25 | 19–25 | 23–25 |       |       | 60–75  | Relatório |

#### 22ª Rodada
| Data       | Hora  |          | Placar |           | Set 1 | Set 2 | Set 3 | Set 4 | Set 5 | Total   | Relatório |
| ---------- | ----- | -------- | ------ | --------- | ----- | ----- | ----- | ----- | ----- | ------- | --------- |
| 03/02/2018 | 16:00 | Jiangsu  | 3–2    | Shanghai  | 25–22 | 22–25 | 25–22 | 19–25 | 15–11 | 106–105 | Relatório |
| 03/02/2018 | 15:30 | Tianjin  | 3–0    | Guangdong | 25–16 | 25–14 | 25–17 |       |       | 75–47   | Relatório |
| 03/02/2018 | 19:30 | Zhejiang | 3–2    | Bayi      | 25–14 | 25–21 | 23–25 | 18–25 | 15–13 | 106–98  | Relatório |
| 03/02/2018 | 15:30 | Beijing  | 1–3    | Liaoning  | 19–25 | 26–24 | 22–25 | 28–30 |       | 95–104  | Relatório |

### Grupo B (Losers)
|     |          |     | Jogos | Jogos | Jogos | Resultados | Resultados | Resultados | Resultados | Resultados | Resultados | Sets | Sets | Sets  | Pontos | Pontos | Pontos |
| Pos | Equipe   | Pts | T     | V     | D     | 3–0        | 3–1        | 3–2        | 2–3        | 1–3        | 0–3        | V    | P    | R     | V      | P      | R      |
| --- | -------- | --- | ----- | ----- | ----- | ---------- | ---------- | ---------- | ---------- | ---------- | ---------- | ---- | ---- | ----- | ------ | ------ | ------ |
| 1   | Shandong | 26  | 10    | 9     | 1     | 5          | 2          | 2          | 1          | 0          | 0          | 29   | 9    | 3.222 | 878    | 707    | 1.242  |
| 2   | Fujian   | 23  | 10    | 7     | 3     | 4          | 3          | 0          | 2          | 0          | 1          | 25   | 12   | 2.083 | 848    | 750    | 1.131  |
| 3   | Yunnan   | 19  | 9     | 7     | 2     | 4          | 1          | 2          | 0          | 1          | 1          | 22   | 11   | 2,000 | 819    | 752    | 1.089  |
| 4   | Sichuan  | 12  | 10    | 4     | 6     | 2          | 1          | 1          | 1          | 2          | 3          | 16   | 21   | 0.762 | 785    | 819    | 0.958  |
| 5   | Henan    | 9   | 10    | 3     | 7     | 2          | 1          | 0          | 0          | 2          | 5          | 11   | 22   | 0.500 | 688    | 760    | 0.905  |
| 6   | Hebei    | 1   | 10    | 0     | 10    | 0          | 0          | 0          | 1          | 3          | 6          | 5    | 30   | 0.167 | 625    | 855    | 0.731  |

#### 15ª Rodada
| Data       | Hora  |         | Placar |          | Set 1 | Set 2 | Set 3 | Set 4 | Set 5 | Total | Relatório |
| ---------- | ----- | ------- | ------ | -------- | ----- | ----- | ----- | ----- | ----- | ----- | --------- |
| 02/01/2018 | 19:30 | Fujian  | 3–1    | Hebei    | 25–14 | 21–25 | 27–25 | 25–17 |       | 98–81 | Relatório |
| 02/01/2018 | 19:30 | Sichuan | 0–3    | Yunnan   | 23–25 | 13–25 | 15–25 |       |       | 51–75 | Relatório |
| 02/01/2018 | 15:30 | Henan   | 1–3    | Shandong | 22–25 | 25–17 | 21–25 | 23–25 |       | 91–92 | Relatório |

#### 16ª Rodada
| Data       | Hora  |          | Placar |        | Set 1 | Set 2 | Set 3 | Set 4 | Set 5 | Total  | Relatório |
| ---------- | ----- | -------- | ------ | ------ | ----- | ----- | ----- | ----- | ----- | ------ | --------- |
| 06/01/2018 | 15:30 | Shandong | 3–2    | Fujian | 22–25 | 25–13 | 15–25 | 25–23 | 15–6  | 102–92 | Relatório |
| 06/01/2018 | 15:30 | Sichuan  | 3–1    | Hebei  | 21–25 | 25–21 | 25–13 | 25–15 |       | 96–74  | Relatório |
| 06/01/2018 | 15:30 | Henan    | 1–3    | Yunnan | 12–25 | 20–25 | 25–18 | 24–26 | 15–11 | 96–105 | Relatório |

#### 17ª Rodada
| Data       | Hora  |          | Placar |         | Set 1 | Set 2 | Set 3 | Set 4 | Set 5 | Total   | Relatório |
| ---------- | ----- | -------- | ------ | ------- | ----- | ----- | ----- | ----- | ----- | ------- | --------- |
| 09/01/2018 | 19:30 | Shandong | 3–0    | Henan   | 25–15 | 25–20 | 25–15 |       |       | 75–50   | Relatório |
| 09/01/2018 | 19:30 | Yunnan   | 3–2    | Sichuan | 25–18 | 22–25 | 19–25 | 25–21 | 15–13 | 106–102 | Relatório |
| 09/01/2018 | 19:30 | Hebei    | 0–3    | Fujian  | 8–25  | 21–25 | 25–27 |       |       | 54–77   | Relatório |

#### 18ª Rodada
| Data       | Hora  |        | Placar |          | Set 1 | Set 2 | Set 3 | Set 4 | Set 5 | Total   | Relatório |
| ---------- | ----- | ------ | ------ | -------- | ----- | ----- | ----- | ----- | ----- | ------- | --------- |
| 13/01/2018 | 19:30 | Fujian | 2–3    | Shandong | 25–22 | 17–25 | 25–23 | 22–25 | 11–15 | 100–110 | Relatório |
| 13/01/2018 | 15:30 | Yunnan | 3–0    | Henan    | 25–15 | 25–23 | 25–23 |       |       | 75–61   | Relatório |
| 13/01/2018 | 15:30 | Hebei  | 0–3    | Sichuan  | 19–25 | 21–25 | 16–25 |       |       | 56–75   | Relatório |

#### 19ª Rodada
| Data       | Hora  |         | Placar |          | Set 1 | Set 2 | Set 3 | Set 4 | Set 5 | Total   | Relatório |
| ---------- | ----- | ------- | ------ | -------- | ----- | ----- | ----- | ----- | ----- | ------- | --------- |
| 19/01/2018 | 19:30 | Fujian  | 3–1    | Yunnan   | 32–30 | 26–24 | 20–25 | 25–14 |       | 103–93  | Relatório |
| 19/01/2018 | 19:30 | Sichuan | 3–2    | Shandong | 25–23 | 23–25 | 25–20 | 23–25 | 15–11 | 111–104 | Relatório |
| 19/01/2018 | 19:30 | Henan   | 3–0    | Hebei    | 25–15 | 25–15 | 25–17 |       |       | 75–47   | Relatório |

#### 20ª Rodada
| Data       | Hora  |          | Placar |         | Set 1 | Set 2 | Set 3 | Set 4 | Set 5 | Total | Relatório |
| ---------- | ----- | -------- | ------ | ------- | ----- | ----- | ----- | ----- | ----- | ----- | --------- |
| 23/01/2018 | 19:30 | Shandong | 3–0    | Sichuan | 25–16 | 25–19 | 25–18 |       |       | 75–53 | Relatório |
| 23/01/2018 | 19:30 | Yunnan   | 3–0    | Fujian  | 25–16 | 25–18 | 25–19 |       |       | 75–53 | Relatório |
| 23/01/2018 | 19:30 | Hebei    | 0–3    | Henan   | 19–25 | 22–25 | 25–27 |       |       | 66–77 | Relatório |

## Terceira Fase (Playoffs)

### Semifinais
- (1) Shanghai Guangming Youbei vs (4) Jiangsu Zhongtian Steel

| Data       | Hora  |          | Placar |          | Set 1 | Set 2 | Set 3 | Set 4 | Set 5 | Total   | Relatório |
| ---------- | ----- | -------- | ------ | -------- | ----- | ----- | ----- | ----- | ----- | ------- | --------- |
| 10/02/2018 | 15:30 | Shanghai | 2–3    | Jiangsu  | 18–25 | 25–23 | 20–25 | 25–23 | 13–15 | 101–111 | Relatório |
| 24/02/2018 | 15:30 | Jiangsu  | 2–3    | Shanghai | 25–20 | 25–23 | 20–25 | 16–25 | 10–15 | 96–108  | Relatório |
| 27/02/2018 | 19:30 | Jiangsu  | 0–3    | Shanghai | 18–25 | 22–25 | 21–25 |       |       | 61–75   | Relatório |
| 03/03/2018 | 15:30 | Shanghai | 3–2    | Jiangsu  | 24–26 | 25–22 | 25–20 | 16–25 | 15–10 | 105–103 | Relatório |

- (2) Liaoning Sansheng Pharmaceutical Shaou vs (3) Tianjin Bohai Bank

| Data       | Hora  |          | Placar |          | Set 1 | Set 2 | Set 3 | Set 4 | Set 5 | Total | Relatório |
| ---------- | ----- | -------- | ------ | -------- | ----- | ----- | ----- | ----- | ----- | ----- | --------- |
| 10/02/2018 | 19:30 | Liaoning | 1–3    | Tianjin  | 25–21 | 18–25 | 23–25 | 13–25 |       | 79–96 | Relatório |
| 24/02/2018 | 19:30 | Tianjin  | 3–0    | Liaoning | 25–22 | 25–22 | 25–21 |       |       | 75–65 | Relatório |
| 27/02/2018 | 19:30 | Tianjin  | 3–0    | Liaoning | 31–29 | 25–18 | 25–21 |       |       | 81–68 | Relatório |

### Terceiro Lugar
| Data       | Hora  |          | Placar |          | Set 1 | Set 2 | Set 3 | Set 4 | Set 5 | Total | Relatório |
| ---------- | ----- | -------- | ------ | -------- | ----- | ----- | ----- | ----- | ----- | ----- | --------- |
| 13/03/2018 | 19:30 | Liaoning | 3–2    | Jiangsu  | 17–25 | 14–25 | 25–22 | 25–15 | 15–12 | 96–99 | Relatório |
| 17/03/2018 | 19:30 | Jiangsu  | 3–1    | Liaoning | 23–25 | 25–14 | 25–22 | 25–20 |       | 98–81 | Relatório |
| 24/03/2018 | 19:30 | Liaoning | 1–3    | Jiangsu  | 22–25 | 25–21 | 15–25 | 22–25 |       | 84–96 | Relatório |

### Final
| Data       | Hora  |          | Placar |          | Set 1 | Set 2 | Set 3 | Set 4 | Set 5 | Total   | Relatório |
| ---------- | ----- | -------- | ------ | -------- | ----- | ----- | ----- | ----- | ----- | ------- | --------- |
| 13/03/2018 | 19:30 | Shanghai | 1–3    | Tianjin  | 20–25 | 25–23 | 21–25 | 20–25 |       | 86–98   | Relatório |
| 17/03/2018 | 19:30 | Tianjin  | 1–3    | Shanghai | 23–25 | 25–21 | 25–22 | 25–15 |       | 98–83   | Relatório |
| 20/03/2018 | 19:30 | Tianjin  | 3–1    | Shanghai | 21–25 | 25–16 | 27–25 | 25–22 |       | 98–88   | Relatório |
| 24/03/2018 | 16:00 | Shanghai | 3–0    | Tianjin  | 25–18 | 25–20 | 25–22 |       |       | 75–60   | Relatório |
| 27/03/2018 | 16:00 | Tianjin  | 0–3    | Shanghai | 19–25 | 19–25 | 11–25 |       |       | 49–75   | Relatório |
| 31/03/2018 | 15:30 | Shanghai | 2–3    | Tianjin  | 26–24 | 23–25 | 25–15 | 22–25 | 12–15 | 108–104 | Relatório |
| 03/04/2018 | 19:30 | Shanghai | 2–3    | Tianjin  | 25–21 | 22–25 | 25–18 | 22–25 | 14–16 | 108–105 | Relatório |

## Classificação final
| Posição           | Equipe                                 |
| ----------------- | -------------------------------------- |
| Medalha de ouro   | Tianjin Bohai Bank                     |
| Medalha de prata  | Shanghai Guangming Youbei              |
| Medalha de bronze | Jiangsu Zhongtian Steel                |
| 4                 | Liaoning Sansheng Pharmaceutical Shaou |
| 5                 | Bayi Shenzhen                          |
| 6                 | Zhejiang Jiashan Xitang                |
| 7                 | Beijing Automotive                     |
| 8                 | Guangdong Evergrande                   |
| 9                 | Shandong Sports Lottery                |
| 10                | Fujian Anxi Tieguanyin                 |
| 11                | Yunnan University Dianchi College      |
| 12                | Sichuan                                |
| 13                | Henan Yinge Investment                 |
| 14                | Hebei                                  |

### Premiações Individuais
| Posição                     | Jogador         | Equipe                    |
| --------------------------- | --------------- | ------------------------- |
| MVP                         | Li Yingying     | Tianjin Bohai Bank        |
| Melhor Jogadora Estrangeira | Kim Yeon-Koung  | Shanghai Guangming Youbei |
| Melhor Atacante             | Li Jing         | Zhejiang Jiashan Xitang   |
| Melhor Bloqueadora          | Yuan Xinyue     | Bayi Shenzhen             |
| Melhor Saque                | Zhang Changning | Jiangsu Zhongtian Steel   |
| Melhor Defesa               | Wang Weiyi      | Shanghai Guangming Youbei |
| Melhor Passe                | Meng Zixuan     | Tianjin Bohai Bank        |
| Melhor Levantadora          | Yao Di          | Tianjin Bohai Bank        |
| Melhor Líbero               | Meng Zixuan     | Tianjin Bohai Bank        |
| Melhor Técnico              | Chen Youquan    | Tianjin Bohai Bank        |

## Estatísticas
| Rank | Jogador         | Clube                     | Pontos |
| ---- | --------------- | ------------------------- | ------ |
| 1    | Li Yingying     | Tianjin Bohai Bank        | 804    |
| 2    | Kim Yeon-Koung  | Shanghai Guangming Youbei | 573    |
| 3    | Li Jing         | Zhejiang Jiashan Xitang   | 564    |
| 4    | Zhang Changning | Jiangsu Zhongtian Stell   | 530    |
| 5    | Liu Yanhan      | Bayi Shenzhen             | 498    |

| Rank | Jogador         | Clube                     | Pontos |
| ---- | --------------- | ------------------------- | ------ |
| 1    | Li Yingying     | Tianjin Bohai Bank        | 719    |
| 2    | Li Jing         | Zhejiang Jiashan Xitang   | 502    |
| 3    | Kim Yeon-Koung  | Shanghai Guangming Youbei | 487    |
| 4    | Liu Yanhan      | Bayi Shenzhen             | 412    |
| 5    | Zhang Changning | Jiangsu Zhongtian Stell   | 411    |

| Rank | Jogador         | Clube                                  | Pontos |
| ---- | --------------- | -------------------------------------- | ------ |
| 1    | Yuan Xinyue     | Bayi Shenzhen                          | 113    |
| 2    | Yang Zhou       | Zhejiang Jiashan Xitang                | 92     |
| 3    | Yan Ni          | Liaoning Sansheng Pharmaceutical Shaou | 89     |
| 4    | Wang Yuanyuan   | Tianjin Bohai Bank                     | 89     |
| 5    | Zhang Changning | Jiangsu Zhongtian Stell                | 75     |

| Rank | Jogador         | Clube                     | Pontos |
| ---- | --------------- | ------------------------- | ------ |
| 1    | Li Yingying     | Tianjin Bohai Bank        | 54     |
| 5    | Zhang Changning | Jiangsu Zhongtian Stell   | 44     |
| 3    | Kim Yeon-Koung  | Shanghai Guangming Youbei | 44     |
| 4    | Wang Yuanyuan   | Tianjin Bohai Bank        | 43     |
| 5    | Wang Yunhui     | Jiangsu Zhongtian Stell   | 41     |

| Rank | Jogador      | Clube                                  | Defesas |
| ---- | ------------ | -------------------------------------- | ------- |
| 1    | Wang Weiyi   | Shanghai Guangming Youbei              | 329     |
| 2    | Chen Zhan    | Jiangsu Zhongtian Stell                | 314     |
| 3    | Gong Meizi   | Liaoning Sansheng Pharmaceutical Shaou | 289     |
| 4    | Wang Mengjie | Shandong Sports Lottery                | 281     |
| 5    | Li Yingying  | Tianjin Bohai Bank                     | 234     |

| Rank | Jogador         | Clube                                  | Passes Positivos |
| ---- | --------------- | -------------------------------------- | ---------------- |
| 1    | Meng Zixuan     | Shanghai Guangming Youbei              | 672              |
| 2    | Zhang Yichan    | Jiangsu Zhongtian Stell                | 510              |
| 3    | Zhang Changning | Jiangsu Zhongtian Stell                | 504              |
| 4    | Gong Meizi      | Liaoning Sansheng Pharmaceutical Shaou | 415              |
| 5    | Liu Xiaotong    | Beijing Automotive                     | 234              |

| Rank | Jogador    | Clube                                  | Eficiente (Qtd.) |
| ---- | ---------- | -------------------------------------- | ---------------- |
| 1    | Yao Di     | Tianjin Bohai Bank                     | 2033             |
| 2    | Mi Yang    | Shanghai Guangming Youbei              | 1584             |
| 3    | Ding Xia   | Liaoning Sansheng Pharmaceutical Shaou | 1277             |
| 4    | Diao Linyu | Jiangsu Zhongtian Stell                | 1121             |
| 5    | Zhou Yujie | Bayi Shenzhen                          | 1029             |